# Шаров, Александр Викторович
Александр Викторович Шаров (род. 11 декабря 1964 года, Москва, СССР) — российский галерист и бизнесмен.
Основатель и владелец галереи современного искусства 11.12 GALLERY (Москва, Центр Современного Искусства Винзавод).

## Биография
Александр Викторович Шаров родился 11 декабря 1964 года в Москве.
В начала 90-х г.г. начинает заниматься бизнесом, связанным с упаковкой и бумагой для пищевой промышленности, что в итоге привело к открытию собственного производства.
В 2008 году основывает галерею «Арт-квартал» в Барвихе, которая в 2011 году переезжает на «Винзавод» уже под новым брендом — 11.12 GALLERY.
Сотрудничает с бизнес-школой RMA, проводит мастер-классы и бизнес-игры для студентов отделения Арт-менеджмент и галерейный бизнес.
Живет и работает в Москве.

## Галерейная деятельность

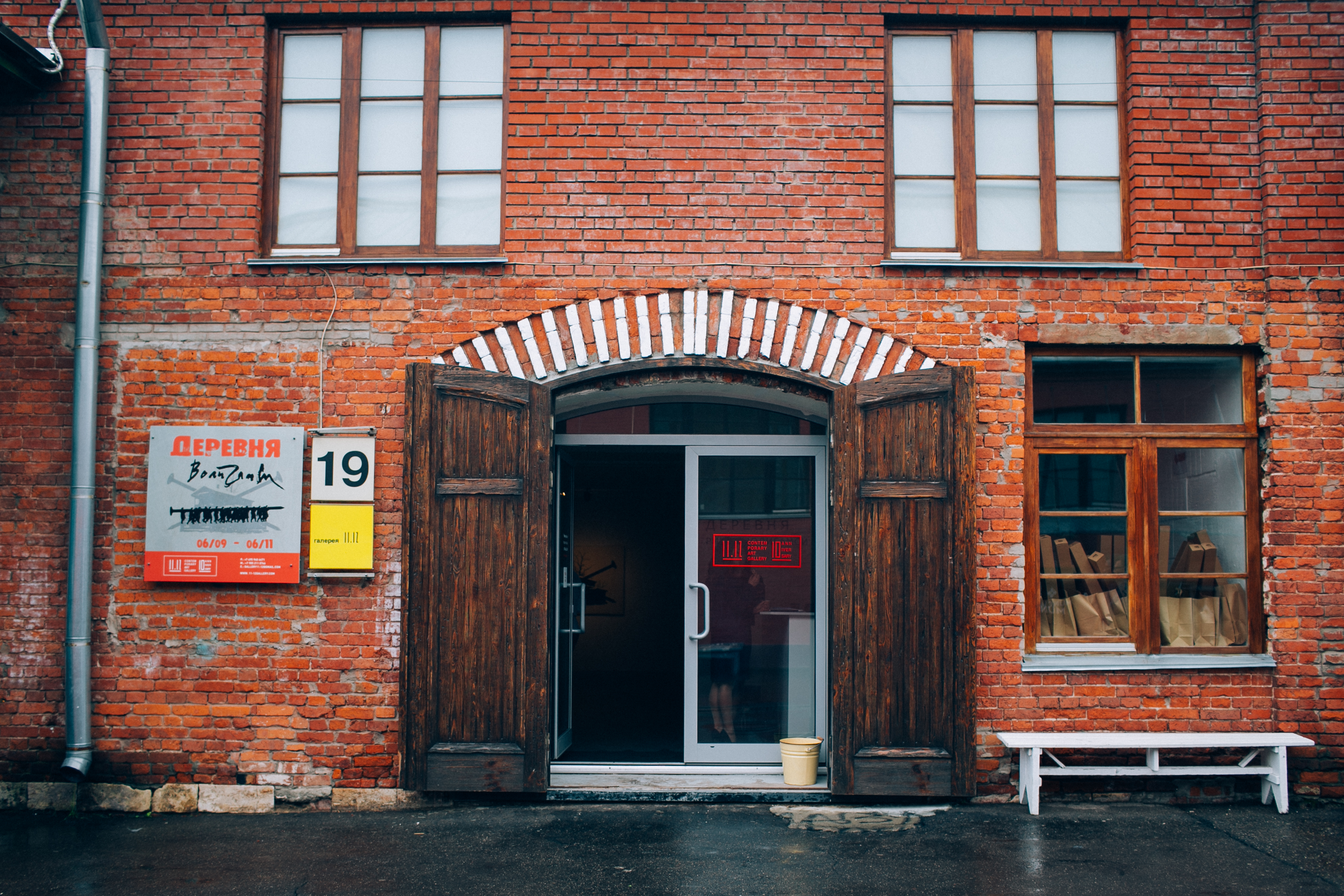
11.12 GALLERY Winzavod

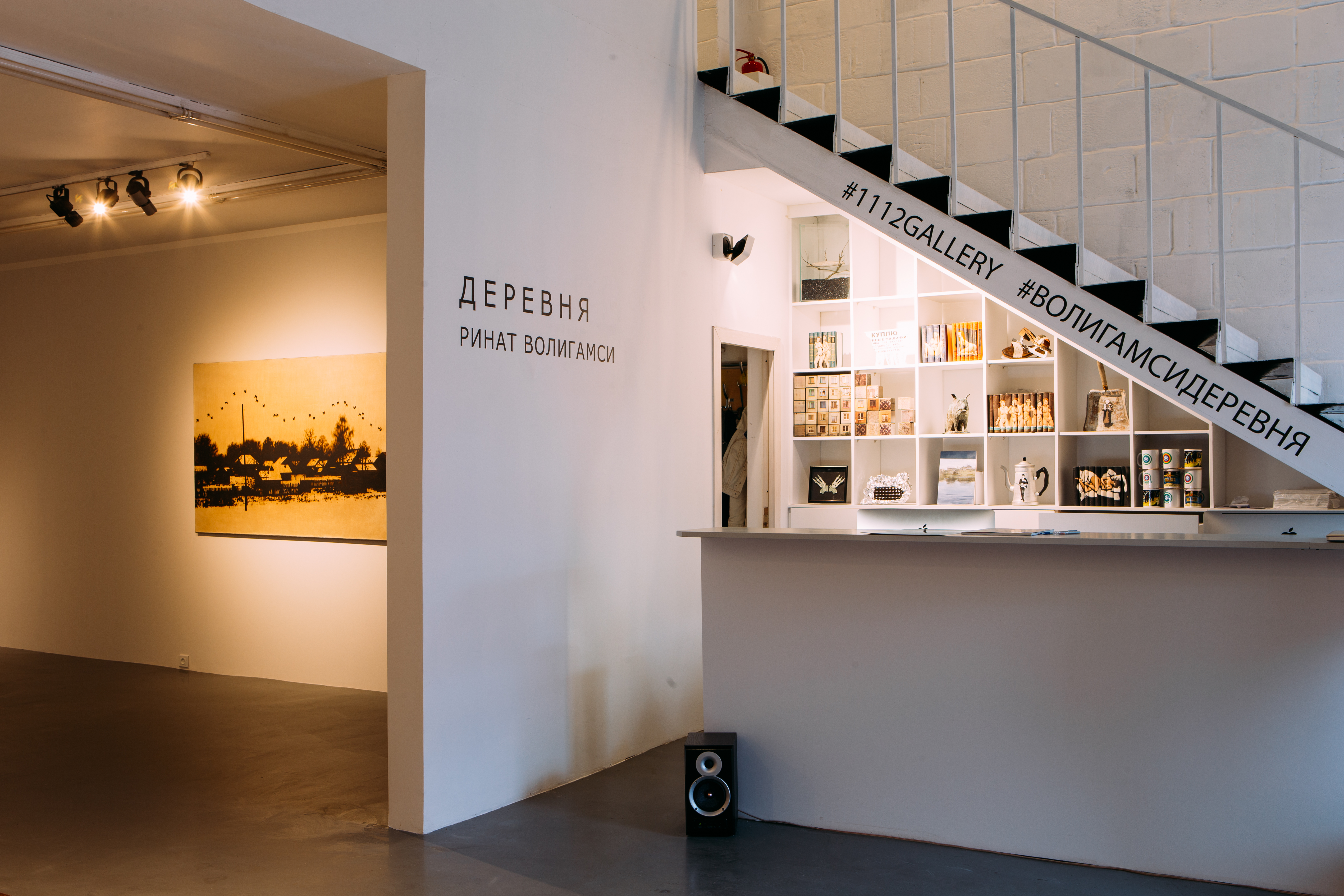
11.12 GALLERY Экспозиция выставки Рината Волигамси "Деревня" сентябрь 2016

Предпосылкой создания галереи послужило знакомство Александра Шарова с московским художником Алексеем Алпатовым в 2006 году и удачное участие в художественных ярмарках «Арт-Манеж» и Art Moscow.В 2008 году Шаров открывает выставочный зал под названием «Артквартал» в Барвихе. Параллельно формирует постоянный пул художников.
В 2009 году  основывает галерею в Фениксе, штат Аризона, США. Этот проект был закрыт спустя полтора года из-за отсутствия прибыли.
В 2011 году «Арт-квартал» переезжает на территорию «Винзавода», одновременно с переездом проводится ребрендинг — «Арт-квартал» переименовали в 11.12 GALLERY (цифры — день рождения основателя).
В 2012 году Александр открывает филиал галереи в Сингапуре.
Деятельность 11.12 GALLERY направлена на продвижение современного изобразительного искусства в России и за рубежом. 
Галерея регулярно участвует в международных арт-ярмарках в России, США, Европе и Юго-Восточной Азии.